# Étoiles Ap et Bp
Les étoiles Ap et Bp  sont des étoiles chimiquement particulières (d'où le « p ») de types spectraux A et B et qui montrent des surabondances de certains métaux, tels que le strontium, le chrome et l'europium. De plus, des surabondances importantes sont souvent observées pour le praséodyme et le néodyme. Ces étoiles ont une vitesse de rotation beaucoup plus lente que la normale pour des étoiles de types A et B, bien que certaines possèdent des vitesses de rotation allant jusqu'à 100 kilomètres par seconde.

## Champs magnétiques
Les étoiles Ap et Bp ont des champs magnétiques plus forts que les étoiles classiques de types A ou B, atteignant 33,5 kG (3,35 T) dans le cas de HD 215441. Typiquement le champ magnétique de ces étoiles se situe dans une plage allant de quelques kG à des dizaines de kG. Dans la plupart des cas, un champ qui est modélisé par un simple dipôle est une bonne approximation et fournit une explication au fait qu'il y a une variation périodique apparente du champ magnétique, car si un tel champ n'est pas aligné avec l'axe de rotation, l'intensité du champ changera lorsque l'étoile tourne. En support à cette théorie, il a été noté que les variations du champ magnétique sont inversement corrélées avec la vitesse de rotation. Ce modèle de champ dipolaire, dans lequel l'axe magnétique est décalé de l'axe de rotation, est appelé le modèle du rotateur oblique.
L'origine de ces champs magnétiques élevés dans les étoiles Ap est problématique et deux théories ont été proposées pour les expliquer. La première est l'hypothèse du champ fossile, dans lequel le champ magnétique est un vestige du champ initial du milieu interstellaire (ISM). Il existe un champ magnétique suffisant dans l'ISM pour créer de tels champs magnétiques élevés ; en fait, il est tellement élevé que la théorie de la diffusion ambipolaire doit être mise en avant pour réduire le champ dans les étoiles normales. Cette théorie requiert que le champ doit rester stable sur une longue période de temps, et on se sait pas clairement si un champ en rotation incliné peut le faire. Un autre problème avec cette théorie est d'expliquer pourquoi seule une faible proportion des étoiles de type A possèdent ces champs élevés. La deuxième théorie implique l'effet dynamo au sein des cœurs en rotation des étoiles Ap ; cependant, la nature oblique du champ ne peut pas être reproduite par ce modèle, car elle aboutit invariablement à un champ aligné soit avec l'axe de rotation, soit à 90° de ce dernier. Il est aussi difficile d'expliquer comment il est possible de générer de tels champs dipolaires élevés avec cette hypothèse, à cause de la rotation lente de l'étoile. Même si cela pourrait s'expliquer en supposant un cœur en rotation rapide avec un fort gradient de vitesse de rotation vers la surface, il est peu probable qu'un champ axisymétrique régulier en résulterait.

## Taches d'abondance
On a montré que les positions spatiales des surabondances chimiques sont corrélées avec la géométrie du champ magnétique. Certaines de ces étoiles montrent des variations de vitesse radiale provenant de pulsations de quelques minutes. Pour étudier ces étoiles la spectroscopie à haute résolution est utilisée, avec l'imagerie Doppler qui utilise la rotation pour construire une carte de la surface stellaire. Ces zones de surabondance sont parfois appelées taches d'abondance.

## Étoiles Ap à oscillations rapides
Un sous ensemble de ce type d'étoiles, appelées les étoiles Ap à oscillations rapides Ap (roAp), présentent des variations photométriques de très faible amplitude à courte période et des variations dans les vitesses radiales des raies spectrales. Elles ont été observées pour la première fois dans l'étoile Ap hautement particulière HD 101065 (étoile de Przybylski). Ces étoiles se trouvent en bas de la bande d'instabilité des variable de type Delta Scuti, sur la séquence principale. On connait actuellement 35 étoiles roAp. Les périodes de pulsation de ces oscillateurs se situent entre 5 et 21 minutes. Ces étoiles pulsent selon des modes de pression à des partiels élevés, non-radiaux.